# Микколаинен, Каарло
Каарло Эйно Микколаинен (фин. Kaarlo Eino Mikkolainen; 9 января 1883 — 28 марта 1928, Тампере, Хяме) — финский гимнаст, бронзовый призёр летних Олимпийских игр 1908 года.
На Играх 1908 года в Лондоне Микколаинен участвовал только в командном первенстве, в котором его сборная заняла третье место.